# (467117) 2016 EW72
(467117) 2016 EW72 es un asteroide perteneciente al cinturón de asteroides, descubierto el 4 de marzo de 2005 por el equipo Spacewatch desde el Observatorio Nacional de Kitt Peak (Arizona, Estados Unidos).